# 李愛瓊
李愛琼是前香港亞洲電視的監製。
1977年加入麗的電視任職劇集助理編導，1980年升任編導，麗的易名亞洲電視繼續於電視台服務，至1987年才開始擔任劇集監製至1990年代中期。是少數的女性劇集監製及長年任職亞洲電視的監製。

## 作品列表

### 麗的電視/亞洲電視

#### 助理編導
- 1978年：追族
- 1978年：巨星
- 1978年：變色龍
- 1979年：新變色龍
- 1979年：怒劍鳴
- 1980年：浮生六劫

#### 編導
- 1980年：大地恩情
- 1981年：大控訴
- 1981年：IQ成熟時
- 1981年：出線
- 1981年：阿啦担梯
- 1982年：琥珀青龍
- 1982年：家春秋
- 1982年：血債血償
- 1983年：鹹魚豆腐白菜仔
- 1983年：101拘捕令
- 1983年：新不了情
- 1984年：天堂鳥
- 1984年：武則天
- 1984年：101拘捕令第二輯之熱線九九九
- 1985年：第四代
- 1985年：仙女多情
- 1986年：秦始皇
- 1986年：哪吒
- 1989年：安樂茶飯
- 1989年：愛情蝙蝠俠

#### 監製
- 1987年：香港情
- 1988年：嘻嘻哈哈
- 1988年：賭徒
- 1989年：愛情蝙蝠俠
- 1989年：捉鬼家族
- 1990年：佳偶天成
- 1990年：鬼做你老婆
- 1991年：清裝追女仔 (電視電影)
- 1992年：死頂一族
- 1993年：賭神秘笈'93
- 1994年：城中姊妹花
- 1994年：可憐天下父母心
- 1995年：九品芝麻官
- 1995年：有房出租系列